# Maison de Sancerre
La Maison de Sancerre est une famille noble française, aujourd'hui éteinte. Connue depuis le XIIe siècle, elle est issue d'une branche cadette de la Maison de Blois-Champagne. En effet, en 1152, à la mort de Thibaut IV de Blois, son fils Étienne devient comte de Sancerre. Le Comté sera détenu jusqu'en 1419 par ses descendants directs.
Cette famille féodale a joué un grand rôle au cours du Moyen Âge, en particulier lors des Croisades et de la guerre de Cent Ans, avant de s'éteindre faute de descendants mâles, en 1419, avec la mort de la comtesse Marguerite de Sancerre.

## Comtes de Sancerre
Comtes de Sancerre issus de la Maison de Sancerre par ordre de succession:

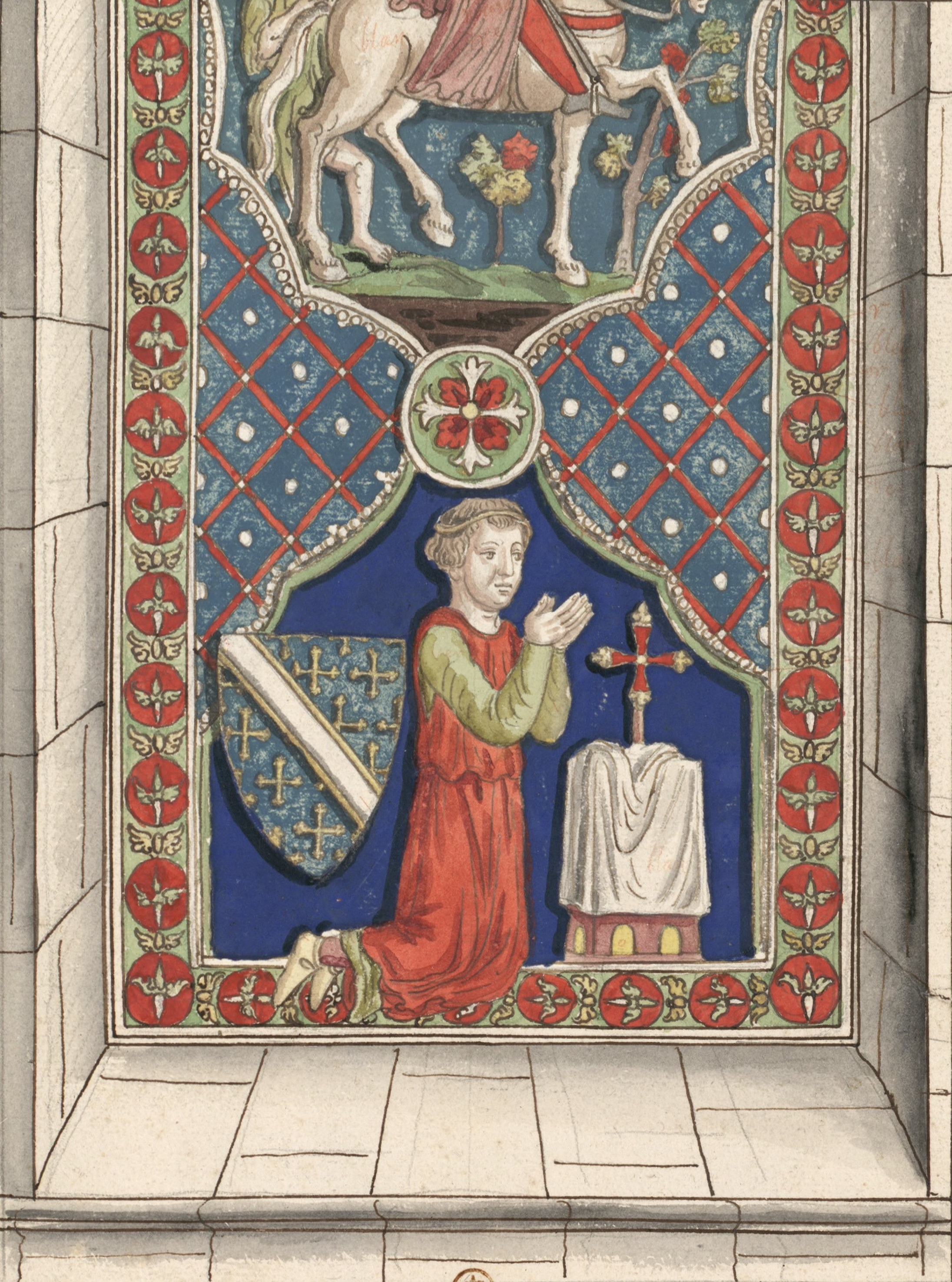
Louis Ier de Sancerre

- XI Étienne Ier de Sancerre (1133-1191, † à Saint-Jean d'Acre), comte de Sancerre et de Gien.
- XII Guillaume Ier de Sancerre († 1217), comte de Sancerre et seigneur de La Ferté-Loupière.
- XIII Louis Ier de Sancerre (†  1267), comte de Sancerre
- XIV Jean Ier de Sancerre, comte de Sancerre, seigneur de Châtillon-sur-Loing, de Meillant et de Charenton.
- XIV Etienne II de Sancerre (1252-1306), comte de Sancerre, seigneur de Châtillon-sur-Loing et de Saint-Brisson, grand bouteiller de France.
- XV Jean II de Sancerre († 1327), comte de Sancerre et seigneur du Pondis.
- XVI Louis II de Sancerre, comte de Sancerre (etc), tué le 26/08/1346 (à la bataille de Crécy).
- XVII Jean III de Sancerre (1334-1402), comte de Sancerre.
- Marguerite de Sancerre († 1419), comtesse de Sancerre, dame de Sagonne, de Marmande, de Charenton, de Meillant et de Faye-La-Vineuse.

## Filiation
```
Étienne 
I
er
 de Sancerre
, 
comte de Sancerre
.
 X Aénor 
 │
 ├─>
Guillaume 
I
er
, (1176 - † 1217), comte de Sancerre.
 │  X Eustachie de Courtenay
 │  │
 │  ├─>
Louis 
I
er
 de Sancerre
 († 1268), comte de Sancerre, etc.
 │  │  X Isabelle de Mayenne
 │  │  │   
 │  │  X Blanche de COURTENAY
 │  │  │
 │  │  ├─>
Jean 
I
er
, comte de Sancerre, etc.
 │  │  │  X Marie de Vierzon     
 │  │  │  │ 
 │  │  │  ├─>
Étienne II
 + ~1306, comte de Sancerre.
 │  │  │  │      
 │  │  │  ├─>
Jean II
 + 1327, seigneur du Pondy, puis comte de Sancerre.
 │  │  │  │  X Louise de Beaumez
 │  │  │  │  │ 
 │  │  │  │  ├─>
Louis II
, comte de Sancerre, etc.
 │  │  │  │  │    X Béatrix de Pierrepont, dite de Roucy
 │  │  │  │  │    │
 │  │  │  │  │    ├─>
Jean III
 (1334 - † 1402), comte de Sancerre.                                                         
 │  │  │  │  │    │  X peut-être BARDON Marguerite dite De Marmande (°1335 - †1377), Dame de Marmande Vellèches
 │  │  │  │  │    │  │
 │  │  │  │  │    │  ├─>
Marguerite
 † 1419, comtesse de Sancerre. etc.                             
 │  │  │  │  │    │  └─>Jeanne †1398.
 │  │  │  │  │    │
 │  │  │  │  │    ├─>
Louis de Sancerre
 (1342 - † 1402), connétable de France.
 │  │  │  │  │    ├─>
Robert de Sancerre
, † 1371.
 │  │  │  │  │    ├─>Thibaud de Sancerre, † 1402.
 │  │  │  │  │    ├─>Étienne de Sancerre, † 1390 à Tunis, seigneur de Vailly-sur-Sauldre.
 │  │  │  │  │    ├─>Marguerite.
 │  │  │  │  │    └─>Isabeau de Sancerre (~1342-1373).
 │  │  │  │  │   
 │  │  │  │  ├─>Jeanne de Sancerre (+ca 1354).
 │  │  │  │  └─>Marguerite de Sancerre (E3), abbesse de Charenton 1327.
 │  │  │  │
 │  │  │  ├─>
Thibaud de Sancerre
, évêque de Tournai, Belgique († 1333).
 │  │  │  ├─>Louis de Sancerre († 1344), seigneur de Sagonne, de Charpignon, Assigny et Villaubon.
 │  │  │  ├─>Blanche de Sancerre.
 │  │  │  ├─>Isabeau de Sancerre († 1320).
 │  │  │  └─>Agnès de Sancerre (†~ 1319).
 │  │  │
 │  │  ├─>Robert de Sancerre, seigneur de Menetou-Salon d'où 1° Alix x Hugues de Mathefelon et 2° Louis I, seigneur de Menetou-Salon (etc.) X Jeanne de Mornay, dame de Précy et dame de Sainte-Cire et dame de La Boissière d'où descendance.
 │  │  └─>Isabeau de Sancerre, dame de Vignory.
 │  │ 
 │  └─>Béatrice de Sancerre (~1203 - † après 
septembre 1225
)
 │
 ├─>Jean de Sancerre, (1178 - †~ 1200).
 └─>
Étienne II
 (~1180-90 - † 1252), Grand bouteiller de France.
```

## Grands officiers de la Couronne
Grands Officiers de la Couronne :
- Étienne II de Sancerre (mort en 1252), grand bouteiller de France.
- Louis de Sancerre (1342-1402), connétable et maréchal de France.

## Autres membres

### Dames
- - Sancerre (de), Aénor, (vers 1218 -)
  - Sancerre (de), Constance, (° après 1221 - † après 1275), dame de Concressault, d'Esprennes, et en partie de Marchéville et de la Loupe, fille d'Étienne II de Sancerre.

- - Sancerre (de), Agnès (née vers 1303 - 1357?), fille de Louis de Sancerre et d'Isabeau de Thouars[2]. Elle épouse Jean II (+1347), seigneur de Culant. Agnès a été inhumée dans l'ancienne chapelle de Corquoy, près de Châteauneuf-sur-Cher[3]. Son frère, Louis de Sancerre, épouse Agnès de Culant († après 1352). Les relations entre les deux maisons sortent ainsi renforcées.
  - Sancerre (de), Agnès (+ 1319), fille du comte Jean Ier de Sancerre et de Marie de Vierzon, Dame de Menetou-Salon et Soesmes[4]. Elle épouse Arnoul VI Chauderon, Baron de La Ferté (+1291). En secondes noces, elle épouse Henri du Bos, seigneur de Toesny.
  - Sancerre (de), Alix (1216 - 1263)
  - Sancerre (de), Béatrice (vers 1192 - 1247)
  - Sancerre (de), Blanche (vers 1275 Sancerre (18) -)
  - Sancerre (de), Isabeau (+ 1262).
  - Sancerre (de), Isabeau (+ 1319).

Isabelle, Isabeau ou Ysabeau de Sancerre (vers 1342- après 1391), dame de Bommiers, de la Bussière[Lequel ?], de Cléry[Lequel ?] et de Vouzon, septième enfant du comte Louis II de Sancerre et de Béatrice. Ysabeau épouse Pierre de Gracay, seigneur de La Ferté-Nabert, d’Isle de Cléry[Lequel ?] et de Vouzon (mort vers 1363). Veuve, elle épouse en secondes noces, vers 1365, Guichard Ier (mort en 1403), dauphin d’Auvergne, baron de La Ferté-Chauderon, seigneur de Jalligny et maître des arbalétriers,. 
 Elle eut deux fils, Guichard, vers 1365 ou 1371 et Louis, qui finit sa courte vie au monastère de Marseigne.
Une nouvelle fois veuve, Ysabeau épouse, en troisièmes noces, Arnould de Bonnay, seigneur de Précy, vers 1384-1389; En 1391, elle est qualifiée de femme d'Arnoul de Bannay, dame de la Bussière Un procès eut lieu entre le seigneur de La Ferté-Imbault, Guillaume d'Harcourt, et Arnoul de Bonnay, chevalier, seigneur de Souesmes à cause d' Ysabeau de Sancerre, sa femme... Selon un autre auteur, Isabeau aurait été la femme de Robert de Bonnay et non celle d'Arnoul : Isabeau de Sancerre, si j'en crois les titres de l'abbaye Saint-Sulpice, ayant épousé, non pas Arnoul, mais Robert de Bonnay, seigneur de Menetou.
- - Sancerre (de), Jeanne, (vers 1305 - 1354)
  - Sancerre (de), Jeanne, (vers 1275 - avril 1313), dame de Châtillon-sur-Loing, de Saint-Brisson et de Cours-les-barres, fille d'Étienne III de Sancerre, seigneur de Saint-Brisson, et de Perronelle de Milly[12]. Jeanne épouse[13] par contrat passé à Gien au mois d'octobre 1290, Jean Ier de Courtenay (1265-5 décembre 1318), seigneur de Champignelles, La Ferté-Loupière et de Cours-les-barres, fils de Guillaume Ier de Courtenay, seigneur de Champignelles, Baillet, Cloyes, Nonancourt, La Ferté-Loupière (+ 1280), et d'Agnès de Toucy, dame de Charenton-du-Cher[14], Sagonne, Aviac, Boles, Bercy, Château-sur-Allier, Les Vouldres et Saincornis (+ v. 1303). Dont postérité. Elle décède en avril 1313 et est enterrée en l'église paroissiale de Sainte-Colombe à Champignelles. Son tombeau se voit au côté droit de l'autel de l'église de Champignelles. Ce monument n'existe plus que sous le sol, et il est en brique[15]. Jeanne et Jean donneront naissance à[16]: 
    - Jean II de Champignelles (1291-1334)[17].
    - Philippe (1292-1344), seigneur de la Ferté-Loupière (1re Branche des Seigneurs de la Ferté-Loupière)
    - Marguerite (1294-1335), dame de Bussy-le-Grand; épouse en 1302 Robert de Châtillon-en-Bazois
    - Robert (1296-1331), inhumé à Soissons, chanoine de Reims et prévôt de Lille
    - Guillaume (1299-1331), chanoine et Prévôt de Reims
    - Étienne (1302-1352), chanoine et vidame de Reims
    - Pierre (1305-1348), seigneur d'Autry, Cours-les-Barres et Villeneuve-les-Genêts; épouse en 1337 Marguerite de La Loupière-sur-Toulon,
    - Jeanne, religieuse à l'abbaye de Notre-Dame de Soissons.

  - G2 Sancerre (de), Jeanne, morte en 1398.
  - Sancerre (de), Jeanne dame de Bueil (vers 1360 - avant 1396).
  - Sancerre (de), Marguerite, comtesse de Sancerre.
  - Sancerre (de), Marguerite, (vers 1280 - après 1290), dame de Marcheville et La Loupe.
  - Sancerre (de), Marie, (vers 1303 -).
  - Sancerre (de), Marie, (avant 1346 -).

### Gentilshommes
- - Sancerre (de), Étienne Ier, seigneur puis comte de Sancerre,
  - Sancerre (de), Étienne II, comte de Sancerre, seigneur de Saint-Brisson sur Loing (vers 1238 - † vers 1308).
  - Étienne II de Sancerre (mort en 1252).
  - Sancerre (de), Étienne III, ( - † vers 1300).
  - Sancerre (de), Étienne, ( - † 1390).
  - Sancerre (de), Guillaume Ier, comte de Sancerre, seigneur de Saint-Brisson (après 1175 - † 1217)
  - Sancerre (de), Jean, seigneur de Sagonne (- 1357), marié à Marguerite, fille de Michel de Fontaines, Chevalier, sg de la Neuville au bois en 1300, sénéchal de Ponthieu.
  - Sancerre (de), Jean I, comte de Sancerre, seigneur de Châtillon sur Loing (vers 1235 - † après 1280).
  - Sancerre (de), Jean II, comte de Sancerre, seigneur du Pondy (vers 1260 à Sancerre - † 1327).
  - Sancerre (de), Louis II, comte de Sancerre, seigneur de Meillant (vers 1305 - † 26 août 1346 bataille de Crécy).
  - Sancerre (de), Louis, seigneur de Charpignon (vers 1270 - † 13 novembre 1350).
  - Sancerre (de), Louis, seigneur de Charpignon († après 1352), second fils de Louis de Sancerre et d'Isabeau de Thouars[18]. Louis épouse Agnès de Culant († après 1352). Sa sœur Agnès épouse Jean II (+1347), seigneur de Culant.
  - Sancerre (de), Louis, (vers 1330 -).
  - Sancerre (de), Robert, seigneur de Menetou-Salon (vers 1240 - † après 1271).
  - Sancerre (de), Théobald, évêque de Tournai (1333 - 1334), archidiacre royal du Chapitre royal de Bourges (1307-1324), producteur du roi[19].

## Armoiries
| Image | Armoiries |
| ----- | --- |
|       | Armes de la maison de Sancerre D'azur à la bande d'argent côtoyée de deux cotices d'or potencées et contre-potencées, au lambel de gueules brochant sur le tout. - Cimier : Une tête de vieillard barbu, couronné d'argent, sommé d'une plume du même. - Couronne d'argent. - Devise : Passe avant le meilleur. - Cri de guerre : Notre Dame Sancerre ! |

## Sources
- Jehan Froissart/Chroniques/Livre Troisième/Chapitre XVI/Comment plusieurs capitaines anglois et autres gens de Compagnies furent déconfits devant la ville de Sancerre